# Jonathon Lillis
Jonathon Lillis (* 20. August 1994 in Rochester, New York) ist ein US-amerikanischer Freestyle-Skier. Er startet in der Disziplin Aerials (Springen). Sein bisher größter Erfolg ist der Weltmeistertitel 2017.

## Werdegang
Lillis nahm von 2009 bis 2014 vorwiegend am Nor-Am Cup teil. Dabei gewann er vier Springen und belegte in der Saison 2010/11 den zweiten Platz in der Aerials-Gesamtwertung. Im Weltcup debütierte er im Januar 2011 in Mont Gabriel und erzielte dabei den 35. Platz. Bei den Juniorenweltmeisterschaften 2012 in Chiesa in Valmalenco gewann er die Silbermedaille. In der Saison 2012/13 kam er im Weltcup zweimal unter die ersten Zehn und erreichte zum Saisonende den 17. Platz im Aerials-Weltcup. Beim Saisonhöhepunkt, den Freestyle-Skiing-Weltmeisterschaften 2013 in Voss, gelang ihm der 24. Platz. In der Saison 2014/15 erreichte er bei sieben Weltcup-Teilnahmen vier Top-10-Platzierungen und belegte damit den zehnten Platz im Aerials-Weltcup. Bei den Freestyle-Skiing-Weltmeisterschaften 2015 am Kreischberg wurde er Siebter.
Nach vier Ergebnissen außerhalb der Top-10-Plätze in der Saison 2015/16 erreichte Lillis mit dem zweiten Platz in Moskau seine erste Weltcup-Podestplatzierung. Zum Saisonende errang er in Minsk den siebten Platz und beendete die Saison ebenfalls auf dem siebten Platz im Aerials-Weltcup. In der Saison 2016/17 erreichte er im Weltcup vier Top-10-Platzierungen und belegte damit den achten Platz im Aerials-Weltcup. Bei den Freestyle-Skiing-Weltmeisterschaften 2017 in der Sierra Nevada wurde er überraschend Weltmeister. Seine besten Weltcupplatzierungen in der folgenden Saison waren zwei sechste Plätze und errang damit den zehnten Platz im Aerials-Weltcup. Beim Saisonhöhepunkt, den Olympischen Winterspielen 2018 in Pyeongchang, wurde er Achter. Im folgenden Jahr sprang er bei den Freestyle-Skiing-Weltmeisterschaften in Park City auf den 14. Platz im Einzel und zusammen mit Ashley Caldwell und seinen Bruder Christopher auf den sechsten Rang im Teamwettbewerb.

## Erfolge

### Olympische Spiele
- Pyeongchang 2018: 8. Aerials

### Weltmeisterschaften
- Voss 2013: 24. Aerials
- Kreischberg 2015: 7. Aerials
- Sierra Nevada 2017: 1. Aerials
- Park City 2019: 6. Aerials Teamwettbewerb, 14. Aerials

### Weltcup
Lillis errang im Weltcup bisher einen Podestplatz.
Weltcupwertungen:
| Saison  | Gesamt | Gesamt | Aerials | Aerials |
| Saison  | Platz  | Punkte | Platz   | Punkte  |
| ------- | ------ | ------ | ------- | ------- |
| 2010/11 | 196.   | 1      | 41.     | 4       |
| 2011/12 | 95.    | 9      | 25.     | 88      |
| 2012/13 | 69.    | 17     | 17.     | 120     |
| 2013/14 | 62.    | 19.    | 16.     | 97      |
| 2014/15 | 32.    | 27     | 10.     | 186     |
| 2015/16 | 27.    | 30,67  | 7.      | 184     |
| 2016/17 | 36.    | 28,57  | 8.      | 200     |
| 2017/18 | 48.    | 23,83  | 10.     | 143     |
| 2018/19 | 55.    | 21,80  | 12.     | 109     |
| 2019/20 | 59.    | 20,86  | 14.     | 146     |

### Nor-Am Cup
- Saison 2010/11: 2. Platz Aerials-Disziplinenwertung
- 10 Podestplätze, davon 5 Siege

### Weitere Erfolge
- Juniorenweltmeisterschaften 2012: 2. Aerials